# Fotis Kuwelis
Fotis-Fanurios Kuwelis, gr. Φώτης-Φανούριος Κουβέλης (ur. 3 września 1948 w Wolosie) – grecki polityk i prawnik, długoletni parlamentarzysta krajowy, w 1989 i w latach 2018–2019 minister, założyciel i lider Demokratycznej Lewicy.

## Życiorys
Z wykształcenia prawnik, absolwent Uniwersytetu Narodowego im. Kapodistriasa w Atenach. W 1975 podjął praktykę adwokacką, w latach 1987–1989 był przewodniczącym adwokatury w Atenach. W 1987 był jednym z założycieli, a od 1989 sekretarzem generalnym partii Grecka Lewica. Od lipca do października 1989 sprawował urząd ministra sprawiedliwości w funkcjonującym wówczas rządzie Dzanisa Dzanetakisa. W 1989 i w 1990 wybierany do Parlamentu Hellenów. Mandat sprawował do 1993, powrócił do parlamentu w 1996, uzyskując reelekcję w wyborach w 2000, 2004, 2007, 2009 oraz w maju i czerwcu 2012. W 1992 wraz ze swoim ugrupowaniem przyłączył się do Sinaspismos, był członkiem centralnego komitetu politycznego tej partii. W 2010 opuścił Syrizę, współtworząc Demokratyczną Lewicę, którą kierował do 2015. W lutym 2018 został wiceministrem obrony w gabinecie Aleksisa Tsiprasa. W sierpniu 2018 awansował na ministra do spraw wysp i żeglugi, zakończył urzędowanie wraz z całym gabinetem w lipcu 2019.